# Kumano Kodō

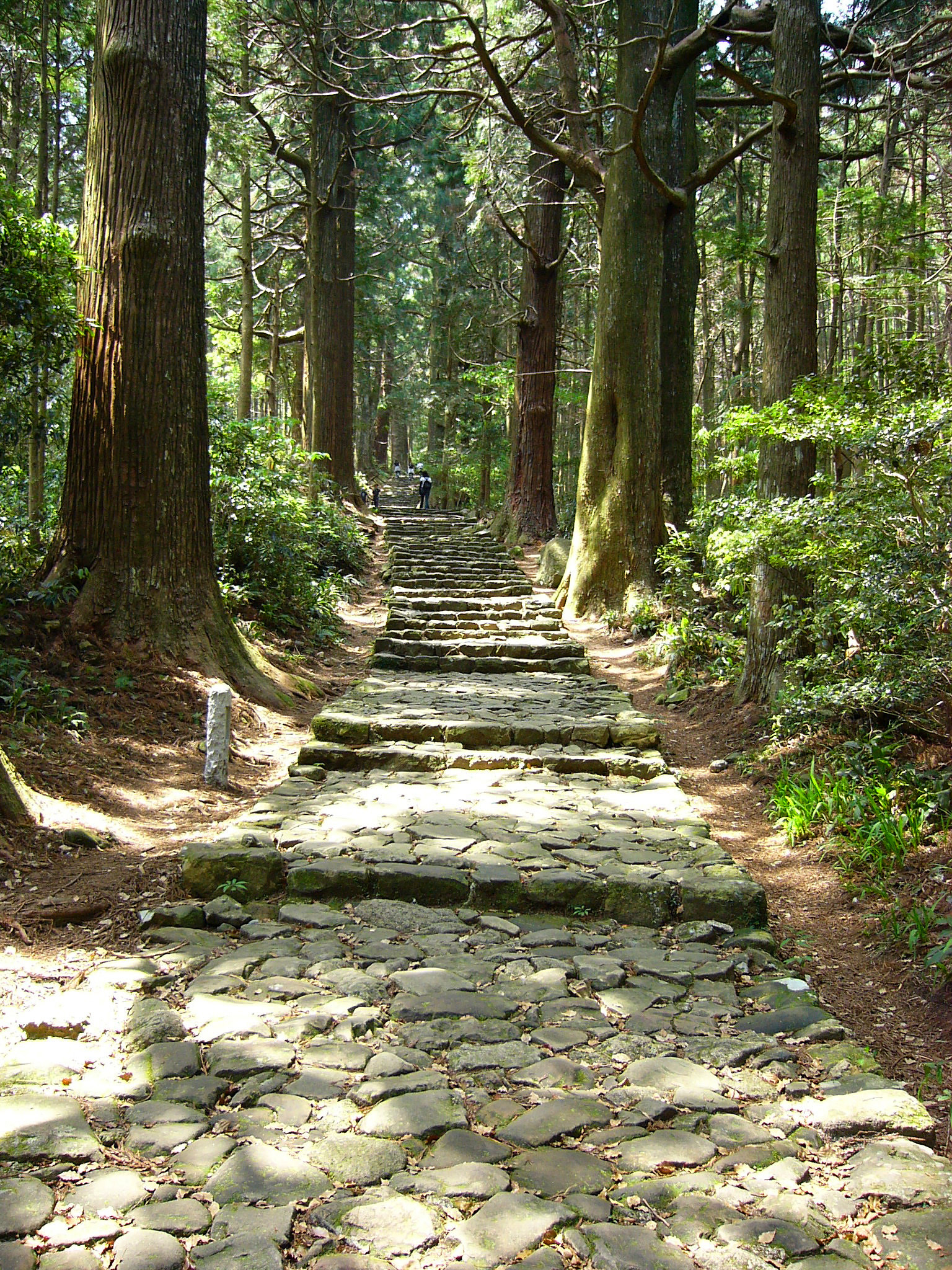

O Kumano Kodō ou Caminho de Kumano constitui-se numa série de caminhos de peregrinação localizados na província de Wakayama, ao sul do Japão, onde corta os bosques dos montes Kii. O caminho é percorrido anualmente por milhares de pessoas que, tal como no caso do Caminho de Santiago de Compostela, o fazem por lazer, pelo exercício ou, como acreditam algumas pessoas, por algum tipo de inspiração espiritual. Ao fim do caminho, ao contrário da Catedral de Santiago de Compostela, o peregrino deverá chegar aos três grandes templos conhecidos como Kumano Sanzan, a saber: Kumano Hongu Taisha, Kumano Hayatama Taisha e o Kumano Nachi Taisha. Ao longo do caminho, contudo, o peregrino encontrará ainda templos subsidiários chamados de Oji, que delineiam rotas e servem de lugar de oferenda. Desde julho de 2004 o caminho é considerado Patrimônio da Humanidade pela UNESCO.

## Rotas
1. Nakahechi ou Rota Imperial a Kumano - inicia-se em Tanabe, na costa oeste da península de Kii, e transcorre por ela até os templos. É utilizada desde o século 10 pela família imperial em sua peregrinação de Quioto.
2. Kohechi ou Rota Montanhosa - corta a península de Kii de norte a sul e une o complexo de templos budistas de Koyasan e Kumano Sanzan.
3. Iseji ou Rota Leste - percorre a costa oriental entre o templo de Ise-jingu e Kumano Sanzan